# ФК Беневенто
Беневенто (итал. Benevento Calcio) италијански је фудбалски клуб из Беневента основан 1929. године. Домаће утакмице клуб игра на стадиону Чиро Вигорито капацитета 16.867 места.

## Историја
Током 2005. године је угашен и обновљен.
На почетку сезоне 2016/17. клуб је преузео Марко Барони. На крају лигашког дела сезоне, Беневенто је заузео пето место у Серији Б. У финалу плеј-офа Беневенто је био бољи од Карпија (0:0 у првој утакмици, победа од 1:0 у реваншу) и тако се пласирао први пут у Серију А. Овим је Беневенто постао први клуб у историји који се пласирао у Серију А након дебитантске сезоне у Серији Б.
У сезони 2017/18. Беневенто је такмичење у купу завршио већ у трећем колу, поразом 4:0 од Перуђе, на домаћем терену. У дебитантској сезони у Серији А, након 9 пораза у исто толико кола, Барони је смењен, а заменио га је Роберто Де Зерби. Беневенто је поставио неславан рекорд када је изгубио и следећих 5 утакмица и тај низ од 14 пораза од почетка сезоне је најгори старт било које екипе у историји пет највећих лига Европе. Црни низ је прекинут  на домаћем терену, 3. децембра 2017. године, када је голман Брињоли, у судијској надокнади, главом постигао гол за коначних 2:2 против Милана. 30. децембра 2017. Беневенто је, у 19. колу, остварио и прву победу у Серији А, када је савладан Кјево са 1:0. Нада за опстанак се појавила, када је Беневенто већ у следећем колу успео да савлада Сампдорију са 3:2. Ипак, клуб је испао у Серију Б четири кола пре краја првенства. На крају сезоне Де Зерби је напустио клуб, а као његова замена именован је Кристијан Буки.
У сезони 2018/19. Беневенто је у Купу Италије стигао до осмине финала, где је бољи био Интер (6:2). У Серији Б, Беневенто је са освојених 60 бодова, заузео треће место и пласирао се у плеј-оф. У полуфуналу, након победе у гостима од 2:1, у првој утакмици против Цитаделе, Беневенто је у реваншу, као домаћин, неочекивано поражен са 3:0, чиме је остао без прилике да се у финалу плеј-офа бори за повратак у Серију А.
На почетку сезоне 2019/20. Беневенто је за тренера поставио чувеног бившег фудбалера Филипа Инзагија, као замену за Букија. Предвођен Инзагијем, клуб је фантастичну сезону крунисао освајањем првог места у Серији Б, када је чак 7 кола пре краја обезбедили пласман у виши ранг. Овим је Беневенто изједначио рекорд Асколија, који је такође изборио промоцију у виши ранг 7 кола пре краја, у сезони 1977/78. у ери када су се за победу добијала два бода.
Беневенто је сезону 2020/21., своју другу у Серији А, почео победом и то након преокрета у гостима против Сампдорије (3:2). Поразом од Емполија (4:2) Беневенто је завршио такмичење у Купу, већ у трећем колу. Беневенто ипак није успео да очува прволигашки статус дуже од једне сезоне. Реми Лација и Торина (0:0) у претпоследњем колу значио је испадање Беневента у Серију Б, пошто је Торино сачувао 4 бода предности у односу на врачеве, са једним колом до краја.

## Успеси
- Серија Б
  - Првак (1): 2019/20.